# Tinalhas
Tinalhas ist eine Gemeinde (Freguesia) im portugiesischen Kreis Castelo Branco. In ihr leben 513 Einwohner (Stand 19. April 2021).